# Campeonato Mundial de Piragüismo en Maratón de 2027
El XXXIV Campeonato Mundial de Piragüismo en Maratón se celebrará en Silkeborg (Dinamarca) en el año 2027 bajo la organización de la Federación Internacional de Piragüismo (ICF) y la Federación Danesa de Piragüismo.